# 避暑
避暑（ひしょ）とは、一時的に涼しい場所に移ることで夏の暑さを避けること。

## 概要
夏の風物詩とされ、季語にもなっている。避暑のために赴く場所のことを「避暑地」と言う。対義語は避寒である。

## 首都全体での避暑の例
- ブータン
  - 夏首都：ティンプー（標高2400m）
  - 冬首都：プナカ（標高1450m）
- 元
  - 夏首都：上都
  - 冬首都：大都

その他
- シェーンブルン宮殿（オーストリア）
- バーンパイン宮殿（タイ）
- サンスーシ宮殿（ドイツ）
- 避暑山荘（清）